# 徐正學
徐正學（16世紀—17世紀），字诫阿、醇之，号懷南，河南開封府杞县人，明朝政治人物。同进士出身。

## 生平
十一月初一日生，治诗经。萬曆十九年（1591年）辛卯科河南鄉試第六十七名舉人，二十三年（1595年）乙未科會試第二百五十四名，廷試三甲第一百四十一名进士，禮部觀政，二十四年二月授中書舍人，二十八年同考順天鄉試，二十九年擢户部员外郎，三十年差督臨清鈔關，三十二年养病。三十九年補户部雲南司郎中，三十九年升山東東昌府知府，甫岁余，丁憂归。沉酣古籍，日与同志者弹琴赋诗，种竹栽花，有彭泽遗风。所著《知年馀力》数卷行世。

## 家族
曾祖徐文。祖徐江，增廣生、贈徵仕郎兵科給事中。父徐自得，字深甫，嘉靖二十年辛丑進士，尚寶司少卿、祀乡贤，贈奉直大夫。嫡母耿氏，封孺人、加贈宜人。生母楚氏，封太孺人。慈侍下。弟正蒙（增廣生）。娶劉氏，贈孺人；继娶孫氏、曹氏、张氏，封孺人。